# Charles Seeberger
Charles D. Seeberger (14 tháng 5 năm 1857 – 13 tháng 9 năm 1931) là nhà phát minh người Mỹ. Năm 1899, ông gia nhập Công ty Thang máy Otis.  Sự hợp tác giữa Seeberger và Otis đã giúp sản xuất ra loại thang cuốn kiểu bậc thang đầu tiên được sử dụng cho mục đích công cộng và đem ra lắp đặt tại Triển lãm Paris năm 1900, giúp phát minh này giành được giải nhất. Seeberger cuối cùng đành phải bán quyền sáng chế của mình cho hãng Otis vào năm 1910.